# سيباستيان أنتيتش
سيباستيان أنتيتش (بالفرنسية: Sebastijan Antić)‏ هو لاعب كرة قدم كرواتي من مواليد 5 نوفمبر 1991، يشغل مركز الدفاع .

## روابط خارجية
- سيباستيان أنتيتش على موقع قاعدة بيانات كرة القدم.إي يو (الإنجليزية)
- سيباستيان أنتيتش على موقع Soccerway.com (الإنجليزية)